# Treizième circonscription de Paris
Pour les articles homonymes, voir Treizième circonscription de Paris de 1958 à 1986 et Treizième circonscription de Paris de 1988 à 2012.
La treizième circonscription de Paris est l'une des 18 circonscriptions électorales françaises que compte le département de Paris (75) situé en région Île-de-France depuis le redécoupage des circonscriptions électorales réalisé en 2010 et applicable à partir des élections législatives de juin 2012.

## Délimitation de la circonscription
La loi du 23 février 2010 ratifie l'ordonnance du 29 juillet 2009, laquelle détermine la répartition des sièges et la délimitation des circonscriptions pour l'élection des députés.
La circonscription est délimitée ainsi : une partie du 15e arrondissement, comprenant le quartier de Javel et la portion du quartier Saint-Lambert située au sud des rues Léon-Lhermitte, Petel, Maublanc, de Vaugirard, Paul-Barruel, Saint-Amand et de Vouillé.
Cette délimitation s'applique donc à partir de la XIVe législature de la Cinquième République française.
Cette treizième circonscription de Paris correspond grossièrement à la précédente treizième circonscription avec une complète redéfinition de sa limite nord.

## Députés
| Législature | Début de mandat | Fin de mandat | Député               | Parti politique | Observations                                                                           |
| ----------- | --------------- | ------------- | -------------------- | --------------- | -------------------------------------------------------------------------------------- |
| XIVe        | 20 juin 2012    | 20 juin 2017  | Jean-François Lamour | UMP/LR          |                                                                                        |
| XVe         | 21 juin 2017    | 21 juin 2022  | Hugues Renson        | LREM            |                                                                                        |
| XVIe        | 22 juin 2022    | 9 juin 2024   | David Amiel          | LREM            | Mandat écourté à la suite d'une dissolution parlementaire décidée par Emmanuel Macron. |
| XVIIe       | 8 juillet 2024  | En cours      | David Amiel          | RE              |                                                                                        |

## Résultats électoraux

### Élections législatives de 2012
Les élections législatives se sont déroulées les dimanches 10 et 17 juin 2012.
|                                   | Jean-François Lamour sortant réélu | UMP            | 19 927 | 43,87  | 23 964 | 54,60  |  |  |  |  |  |
|                                   | Gilles Alayrac                     | PRG (PS)       | 15 602 | 34,35  | 19 927 | 45,40  |  |  |  |  |  |
|                                   | Olivier Cornu                      | RBM (FN)       | 2 402  | 5,29   |        |        |  |  |  |  |  |
|                                   | Véronique Sandoval                 | FG (PCF) (PG)  | 1 809  | 3,98   |        |        |  |  |  |  |  |
|                                   | Delphine Girard                    | CpF (MoDem)    | 1 732  | 3,81   |        |        |  |  |  |  |  |
|                                   | Jean Lafont                        | EÉLV           | 1 673  | 3,68   |        |        |  |  |  |  |  |
|                                   | Dominique Baud                     | PLD            | 597    | 1,31   |        |        |  |  |  |  |  |
|                                   | Fabien Manhes                      | MRC            | 355    | 0,78   |        |        |  |  |  |  |  |
|                                   | Geneviève Masson                   | PCD            | 317    | 0,70   |        |        |  |  |  |  |  |
|                                   | Jean-Baptiste Dubois               | Pirate         | 265    | 0,58   |        |        |  |  |  |  |  |
|                                   | Joseph-Emmanuel Angier             | DLR            | 236    | 0,52   |        |        |  |  |  |  |  |
|                                   | Shéhérazade Benzerga               | Divers         | 151    | 0,33   |        |        |  |  |  |  |  |
|                                   | Jean Chambrun                      | NPA            | 117    | 0,26   |        |        |  |  |  |  |  |
|                                   | Sylvie Hernandez                   | AR             | 95     | 0,21   |        |        |  |  |  |  |  |
|                                   | Mélanie Peyraud                    | LO             | 77     | 0,17   |        |        |  |  |  |  |  |
|                                   | Alexandre Cuignache                | CNIP           | 72     | 0,16   |        |        |  |  |  |  |  |
|                                   |                                    |                |        |        |        |        |  |  |  |  |  |
| Inscrits                          | Inscrits                           | Inscrits       | 72 599 | 100,00 | 72 578 | 100,00 |  |  |  |  |  |
| Abstentions                       | Abstentions                        | Abstentions    | 26 880 | 37,03  | 27 939 | 38,5   |  |  |  |  |  |
| Votants                           | Votants                            | Votants        | 45 719 | 62,97  | 44 639 | 61,5   |  |  |  |  |  |
| Blancs et nuls                    | Blancs et nuls                     | Blancs et nuls | 292    | 0,64   | 748    | 1,68   |  |  |  |  |  |
| Exprimés                          | Exprimés                           | Exprimés       | 45 427 | 99,36  | 43 891 | 98,32  |  |  |  |  |  |
| Source : Ministère de l'Intérieur |                                    |                |        |        |        |        |  |  |  |  |  |

### Élections législatives de 2017
Les élections législatives se sont déroulées les dimanches 11 et 18 juin 2017.
|                                                                        |                                                                                               |                           |                           |                          |                          |
|                                                                        |                                                                                               | Premier tour 11 juin 2017 | Premier tour 11 juin 2017 | Second tour 18 juin 2017 | Second tour 18 juin 2017 |
|                                                                        |                                                                                               |                           |                           |                          |                          |
|                                                                        |                                                                                               | Nombre                    | % des inscrits            | Nombre                   | % des inscrits           |
| Inscrits                                                               | Inscrits                                                                                      | 75 397                    | 100,00                    | 75 382                   | 100,00                   |
| Abstentions                                                            | Abstentions                                                                                   | 30 328                    | 40,22                     | 36 536                   | 48,47                    |
| Votants                                                                | Votants                                                                                       | 45 069                    | 59,78                     | 38 846                   | 51,53                    |
|                                                                        |                                                                                               |                           | % des votants             |                          | % des votants            |
| Bulletins blancs                                                       | Bulletins blancs                                                                              | 286                       | 0,63                      | 2 135                    | 5,50                     |
| Bulletins nuls                                                         | Bulletins nuls                                                                                | 146                       | 0,32                      | 566                      | 1,46                     |
| Suffrages exprimés                                                     | Suffrages exprimés                                                                            | 44 637                    | 99,04                     | 36 145                   | 93,05                    |
|                                                                        |                                                                                               |                           |                           |                          |                          |
| Candidat Étiquette politique (partis et alliances)                     | Candidat Étiquette politique (partis et alliances)                                            | Voix                      | % des exprimés            | Voix                     | % des exprimés           |
|                                                                        |                                                                                               |                           |                           |                          |                          |
|                                                                        | Hugues Renson La République en marche !                                                       | 19 452                    | 43,58                     | 20 239                   | 55,99                    |
|                                                                        | Jean-François Lamour (député sortant) Les Républicains (Union des démocrates et indépendants) | 12 533                    | 28,08                     | 15 906                   | 44,01                    |
|                                                                        | Magalhy Berto La France insoumise                                                             | 3 277                     | 7,34                      |                          |                          |
|                                                                        | Naza Chiffert Parti socialiste                                                                | 3 232                     | 7,24                      |                          |                          |
|                                                                        | Thibault Bragé Europe Écologie Les Verts                                                      | 1 581                     | 3,54                      |                          |                          |
|                                                                        | Wallerand de Saint-Just Front national                                                        | 1 472                     | 3,30                      |                          |                          |
|                                                                        | Jean Servin Divers droite (Parti chrétien-démocrate)                                          | 574                       | 1,29                      |                          |                          |
|                                                                        | Marie-Laurence de Lartigue Divers (Parti animaliste)                                          | 544                       | 1,22                      |                          |                          |
|                                                                        | Marion Racaniere Debout la France                                                             | 420                       | 0,94                      |                          |                          |
|                                                                        | Laurence Patrice Parti communiste français (République et socialisme)                         | 418                       | 0,94                      |                          |                          |
|                                                                        | Nicolas Terver Divers (Union populaire républicaine)                                          | 270                       | 0,60                      |                          |                          |
|                                                                        | Alain Houillez Écologiste (Mouvement 100 %)                                                   | 262                       | 0,59                      |                          |                          |
|                                                                        | Nathan Burlon Divers gauche (Nouvelle Donne)                                                  | 212                       | 0,47                      |                          |                          |
|                                                                        | Annie Boubault Lutte ouvrière                                                                 | 159                       | 0,36                      |                          |                          |
|                                                                        | Victoria Sorge Divers (Allons enfants !)                                                      | 94                        | 0,21                      |                          |                          |
|                                                                        | Erwan Rohou Divers droite (La France qui ose)                                                 | 83                        | 0,19                      |                          |                          |
|                                                                        | Florence Gabay Divers droite (577-Les Indépendants)                                           | 53                        | 0,12                      |                          |                          |
|                                                                        | Léontine Chard Écologiste (Mouvement 100 %)                                                   | 1                         | 0,00                      |                          |                          |
| Source : Ministère de l'Intérieur - Treizième circonscription de Paris |                                                                                               |                           |                           |                          |                          |

### Élections législatives de 2022
Les élections législatives françaises de 2022 ont eu lieu les dimanches 12 et 19 juin 2022.
|                                                    |                                                                                            |                           |                           |                          |                          |
|                                                    |                                                                                            | Premier tour 12 juin 2022 | Premier tour 12 juin 2022 | Second tour 19 juin 2022 | Second tour 19 juin 2022 |
|                                                    |                                                                                            |                           |                           |                          |                          |
|                                                    |                                                                                            | Nombre                    | % des inscrits            | Nombre                   | % des inscrits           |
| Inscrits                                           | Inscrits                                                                                   | 78 195                    | 100                       | 78 188                   | 100                      |
| Abstentions                                        | Abstentions                                                                                | 34 821                    | 44,53                     | 35 842                   | 45,84                    |
| Votants                                            | Votants                                                                                    | 43 374                    | 55,47                     | 42 346                   | 54,16                    |
|                                                    |                                                                                            |                           | % des votants             |                          | % des votants            |
| Bulletins blancs                                   | Bulletins blancs                                                                           | 494                       | 1,14                      | 1 720                    | 4,06                     |
| Bulletins nuls                                     | Bulletins nuls                                                                             | 153                       | 0,35                      | 563                      | 1,33                     |
| Suffrages exprimés                                 | Suffrages exprimés                                                                         | 42 727                    | 98,51                     | 40 063                   | 94,61                    |
|                                                    |                                                                                            |                           |                           |                          |                          |
| Candidat Étiquette politique (partis et alliances) | Candidat Étiquette politique (partis et alliances)                                         | Voix                      | % des exprimés            | Voix                     | % des exprimés           |
|                                                    |                                                                                            |                           |                           |                          |                          |
|                                                    | David Amiel Ensemble                                                                       | 16 267                    | 38,07                     | 23 982                   | 59,86                    |
|                                                    | Aminata Niakaté Nouvelle Union populaire écologique et sociale (Europe Écologie Les Verts) | 13 053                    | 30,55                     | 16 081                   | 40,14                    |
|                                                    | Nicolas Jeanneté Les Républicains                                                          | 5 990                     | 14,02                     |                          |                          |
|                                                    | Ornella Evangelista Reconquête                                                             | 3 031                     | 7,09                      |                          |                          |
|                                                    | Isabelle Bolvin Rassemblement national                                                     | 2 119                     | 4,96                      |                          |                          |
|                                                    | Muriel Fusi Parti animaliste                                                               | 791                       | 1,85                      |                          |                          |
|                                                    | Dominique Bourse-Provence Les Patriotes                                                    | 452                       | 1,06                      |                          |                          |
|                                                    | Mickaël Marinho Résistons                                                                  | 368                       | 0,86                      |                          |                          |
|                                                    | Pierre Dargham Parti communiste français diss.                                             | 257                       | 0,60                      |                          |                          |
|                                                    | Corinne Roethlisberger Lutte ouvrière                                                      | 202                       | 0,47                      |                          |                          |
|                                                    | Maïalen Mallet Allons Enfants                                                              | 193                       | 0,45                      |                          |                          |
|                                                    | Nadia Trainar Divers centre                                                                | 4                         | 0,01                      |                          |                          |
|                                                    | Danièle Morel Divers gauche                                                                | 0                         | 0,00                      |                          |                          |

### Élections législatives de 2024
| Candidat                 | Candidat                 | Parti et coalition       | Nuances                  | Premier tour | Premier tour | Second tour | Second tour |
| Candidat                 | Candidat                 | Parti et coalition       | Nuances                  | Voix         | %            | Voix        | %           |
| ------------------------ | ------------------------ | ------------------------ | ------------------------ | ------------ | ------------ | ----------- | ----------- |
|                          | David Amiel              | RE (ENS)                 | ENS                      | 21 698       | 38,85        | 27 970      | 55,76       |
|                          | Aminata Niakaté          | LÉ (NFP)                 | UG                       | 20 722       | 37,11        | 22 192      | 44,24       |
|                          | Sophie Rostan            | RN                       | RN                       | 7 818        | 14,00        |             |             |
|                          | Frédéric Jacquot         | NÉ (UDC)                 | DVD                      | 3 419        | 6,12         |             |             |
|                          | Victor Chrzanowski       | REC                      | REC                      | 824          | 1,48         |             |             |
|                          | Ingrid Allorant          | Équinoxe                 | ECO                      | 811          | 1,45         |             |             |
|                          | Annie Poupon             | PB (PU)                  | REG                      | 234          | 0,42         |             |             |
|                          | Corinne Roethlisberger   | LO                       | EXG                      | 226          | 0,40         |             |             |
|                          | Anne-Laure Delinot       | FL                       | EXD                      | 85           | 0,15         |             |             |
|                          | Corinne Paine            | DLF                      | DSV                      | 7            | 0,01         |             |             |
|                          | Francis Sando            | LP                       | DSV                      | 1            | 0,00         |             |             |
|                          | Anne Oudiou              | NPA-R                    | EXG                      | 0            | 0,00         |             |             |
|                          |                          |                          |                          |              |              |             |             |
| Votes valides            | Votes valides            | Votes valides            | Votes valides            | 55 845       | 98,68        | 50 162      | 94,44       |
| Votes blancs             | Votes blancs             | Votes blancs             | Votes blancs             | 515          | 0,91         | 2 186       | 4,12        |
| Votes nuls               | Votes nuls               | Votes nuls               | Votes nuls               | 233          | 0,41         | 765         | 1,44        |
| Total                    | Total                    | Total                    | Total                    | 56 593       | 100          | 53 113      | 100         |
| Abstention               | Abstention               | Abstention               | Abstention               | 21 158       | 27,21        | 24 638      | 31,69       |
| Inscrits / participation | Inscrits / participation | Inscrits / participation | Inscrits / participation | 77 751       | 72,79        | 77 751      | 68,31       |